# Padang Lawas Utara
Padang Lawas Utara is een regentschap (kabupaten) in de Indonesische provincie Noord-Sumatra op Sumatra met als hoofdstad Gunung Tua.

## Onderdistricten
Bij de volkstelling van 2010 werd het regentschap verdeeld in negen districten (de kecamatan). Vervolgens zijn er drie extra districten (Padang Bolak Tenggara, Ujung Batu en Halongonan Timur) gecreëerd door de splitsing van bestaande districten.
| Naam                                          | Opper vlakte in km2 | Inwoners Volks telling 2010 | Inwoners Volks telling 2020 |
| --------------------------------------------- | ------------------- | --------------------------- | --------------------------- |
| Batang Onang                                  | 485,00              | 12.790                      | 13.770                      |
| Padang Bolak Julu                             | 196,44              | 9.972                       | 11.542                      |
| Portibi                                       | 246,13              | 23.228                      | 27.425                      |
| Padang Bolak                                  | 699,06              | 58.560                      | 53.998                      |
| Padang Bolak Tenggara (Zuidoost Padang Bolak) | 94,93               | (a)                         | 11.743                      |
| Simangambat                                   | 429,42              | 46.769                      | 41.167                      |
| Ujung Batu                                    | 269,62              | (b)                         | 11.764                      |
| Halongonan                                    | 410,27              | 29.058                      | 20.891                      |
| Halongonan Timur (Oost Halongonan)            | 181,33              | (c)                         | 22.532                      |
| Dolok                                         | 525.27              | 22.573                      | 24.755                      |
| Dolok Sigompulon                              | 262,56              | 15.610                      | 16.192                      |
| Hulu Sihapas                                  | 39,05               | 4.683                       | 4.941                       |
| Totaal                                        | 31.918,05           | 226,807                     | 260,720                     |

Opmerkingen:

(a) De bevolking van Padang Bolak District 2010 is opgenomen in het cijfer voor Padang Bolak District, waarvan het werd afgesplitst.

(b) De bevolking van het district Ujung Batu in 2010 is opgenomen in het cijfer voor het district Simangambat, waarvan het werd afgesplitst.

(c) De bevolking van het district Halongonan Timur in 2010 is opgenomen in het cijfer voor het district Halongonan, waarvan het werd afgesplitst.
Stadsgemeenten: Binjai · Gunung Sitoli · Medan · Pematang Siantar · Tanjung Balai · Tebing Tinggi · Padang Sidempuan · Sibolga

Regentschappen: Asahan · Batu Bara · Dairi · Deli Serdang · Humbang Hasundutan · Karo · Labuhan Batu · Labuhanbatu Selatan · Labuhanbatu Utara · Langkat · Mandailing Natal · Nias · Nias Barat · Nias Selatan · Nias Utara · Padang Lawas · Padang Lawas Utara · Pakpak Bharat · Samosir · Serdang Bedagai · Simalungun · Tapanuli Selatan · Tapanuli Tengah · Tapanuli Utara · Toba Samosir